# شهرستان اوایجو
شهرستان اوایجو (به لاتین: Uiju County) یک منطقهٔ مسکونی در کره شمالی است که در استان پیونگان شمالی واقع شده‌است. شهرستان اوایجو ۴۲۰ کیلومتر مربع مساحت و ۱۱۰٬۰۱۸ نفر جمعیت دارد.